# Klasa ochronności
Klasa ochronności – umowne oznaczenie cech urządzeń elektrycznych i elektrotechnicznych z punktu widzenia ochrony przeciwporażeniowej. Wyróżniamy cztery klasy ochronności: 0, I, II i III.

## Klasa 0
Urządzenia klasy 0 mają zapewnioną jedynie ochronę przed dotykiem bezpośrednim (ochrona podstawowa), którą zapewnia izolacja podstawowa. W przypadku uszkodzenia izolacji ochronę przeciwporażeniową powinno zapewnić umieszczenie urządzenia poza zasięgiem ręki oraz izolowanie stanowiska. W Polsce urządzenia tej klasy dopuszcza się do użytkowania w przypadku braku jednoczesnego kontaktu człowieka z urządzeniem oraz potencjałem ziemi. W przypadku klasy 0 nie stosuje się żadnych oznaczeń.

## Klasa I

Symbol, którym oznacza się zacisk ochronny w urządzeniach I klasy ochronności

Urządzenia klasy I posiadają izolację podstawową, która zapewnia ochronę przed dotykiem bezpośrednim. Ponadto w celu zapewnienia ochrony przed dotykiem pośrednim (ochrona przy zakłóceniu lub ochrona dodatkowa) stosuje się przyłączenie do zacisku ochronnego urządzenia, przewodu ochronnego (PE) lub przewodu ochronno-neutralnego (PEN). Dzięki temu osiąga się:
- ochronę przez samoczynne wyłączenie zasilania przez zastosowanie odpowiednich urządzeń
- ograniczenie napięć dotykowych do poziomów nieprzekraczających wartości napięcia dotykowego bezpiecznego (UL) ustalonego dla danych warunków środowiskowych.

Zacisk ochronny oznacza się odpowiednim symbolem.

## Klasa II

Symbol, którym oznacza się urządzenia II klasy ochronności z izolacją podwójną

Urządzenia klasy II charakteryzują się zastosowaniem izolacji wzmocnionej, która zapewnia zarówno ochronę przed dotykiem bezpośrednim, jak i pośrednim. Innym sposobem zapewnienia ochrony przeciwporażeniowej w urządzeniach II klasy ochronności jest zastosowanie izolacji podstawowej oraz dodatkowej. Ponieważ zastosowana jest izolacja wzmocniona lub dodatkowa, to nie jest konieczne połączenie obudowy urządzenia z przewodem ochronnym uziemiającym, i można zasilać urządzenia tej klasy np. przez kable dwużyłowe ze złączami IEC C7 (tzw. „ósemka”). Urządzenia II klasy ochronności oznaczane są, np. na tabliczce znamionowej, odpowiednim symbolem (tzw. kwadrat w kwadracie).

## Klasa III

Symbol III klasy ochronności

W urządzeniach klasy III ochronę przeciwporażeniową zapewnia się przez zasilanie napięciem bardzo niskim (ELV) o wartości nieprzekraczającej dopuszczalnego napięcia dotykowego bezpiecznego (UL) dla danych warunków środowiskowych. Urządzenia tej klasy oznacza się odpowiednim symbolem.